# Nicolas Baby (musicien)
Pour les articles homonymes, voir Nicolas Baby (militant) et Baby.
Nicolas Baby, dit Niktus, est un musicien français, bassiste et compositeur de musiques de films.
FFF
- 1991 : Blast Culture
- 1993 : Free For Fever
- 1996 : FFF
- 1997 : Vivants (live au Eurockéennes 1997)
- 2000 : Vierge
- 2023 : I Scream
- 2025 : You Scream ?

## Parcours
Nicolas Baby prend d'abord des cours de comédie avec Patrice Chéreau au Théâtre Nanterre-Amandiers. Egalement bassiste, connu sous le nom de Niktus dans le groupe de punk hardcore Cosmic Wurst, il crée avec le chanteur Marco Prince le groupe FFF  (Fédération française de fonck) en 1987.
Remarqué en 1990 aux Transmusicales de Rennes, FFF sort un an plus tard son premier album Blast Culture.
Ils enchaînent ensuite des tournées à travers l'Europe, l'Amérique et l'Asie, signent d'autres albums en 1993, 1996, 2000, et remportent les Victoires de la musique du meilleur concert en 1997.
Il marque les esprits par une présence scénique digne d'un guitar hero, un style de jeu non conventionnel. 
Depuis les débuts de FFF, il joue sur les basses Vigier.
Parallèlement à ses activités au sein de FFF, Nicolas Baby signe les musiques de divers événements théâtraux, courts métrages puis longs métrages. Il travaille notamment avec Nicolas Boukhrief avec lequel il a signé la musique de ses 4 derniers films.
En 2010, il produit le groupe de metal mélodique progressif Nameless. 
Côté FFF, en 2007, un concert exceptionnel réunit pour la première fois le groupe aux Solidays ; Nicolas Baby n'avait pas touché de basse depuis sept ans, certains se revoyaient pour la première fois. Après un second concert au Bus Palladium à Paris en octobre 2013, au profit du Secours Populaire, le retour de FFF et de Nicolas Baby à la basse se concrétise pour de bon, avec notamment un mémorable retour sur scène à Paris, le 26 mars 2014, à la Cigale.
En 2016, il est aperçu enseignant la musique dans le cinéma au Conservatoire Libre du Cinéma Français.

## Musiques de film

### Longs métrages
- 1998 : Le Plaisir (et ses petits tracas) de Nicolas Boukhrief. Produit par Noé Productions Int.
- 2000 : Mamirolle de Brigitte Coscas avec Lou Doillon. Produit par Parnasse International.
- 2003 : Le Convoyeur de Nicolas Boukhrief. Produit par Eskwad
- 2004 : Le Fantôme d'Henri Langlois de Jacques Richard. Produit par Les Films Élémentaires.
- 2005 : Camping Sauvage de Nicolas Bonilauri et Christophe Ali. Produit par Cinema Defacto.
- 2006 : Ezra de Newton I. Aduaka. Produit par Cinéfacto.
- 2008 : Cortex de Nicolas Boukhrief. Produit par Les Films du Worso.
- 2009 : De plaisir, court métrage de Catherine Abécassis
- 2009 : Gardiens de l'ordre de Nicolas Boukhrief. Produit par Les Films du Worso.
- 2012 : Outreau, l'autre vérité de Serge Garde. Produit par Ligne de Front
- 2016 : Pseudonym de Thierry Sebban

### Courts-métrages
- Coscas
- Les camps
- Navarro
- 2002 : Le Bel hiver de Olivier Torres. Produit par 4 A 4 Productions.
- 2002 : Sois jeune et tais-toi ! (Slogan 1968) de Olivier Torres. Produit par Elia Films.
- 2003 : Dans la forêt noire de Joséphine Flasseur. Produit par La Vie est Belle.
- 2006 : Le Jour de ma mort de Thierry de Peretti. Produit par Why Not Productions.
- 2007 : Sale nègre de Newton I. Aduaka. Produit par Ekla Production.
- 2009 : t 3 Rose de Vincent Navarro.
- 2009 : De plaisir de Catherine Abécassis. Produit par Everybody On Deck.
- 2013 : In Vino de Stéphane Baz. Produit par Insolence Productions.
- 2015 : 88 de Cédric Derlyn. Produit par Spleen Productions.
- 2018 : Déguste de Stéphane Baz. Produit par Insolence Productions.

## NIKTUS
- 2003 : Unlimited land, KAKTUS hunters

## Autres crédits: Acteur de cinéma
- 1983 : Une Villa aux environs de New York (TV long métrage). Téléfilm de Benoit Jacquot
- 1984 : Un amour de Swann. Film de Volker Schlöndorff
- 1995 : Les Derniers mots. Court-métrage de Yannick Saillet
- 1995 : Sale nègre. Court-métrage de Newton I. Aduaka